# 杜古姆扎阿鲁尼機場
杜古姆扎阿鲁尼機場是一座位於阿曼中部省鄰近杜古姆的機場，在2014年7月23日由阿曼航空開通首條航線而運作，而官方營運日為7月24日，阿曼航空每週提供四班機往馬斯喀特。

## 航空公司及目的地
| 航空公司 | 目的地   |
| -------- | -------- |
| 阿曼航空 | 馬斯喀特 |

## 外部連結
- [永久]